# Amistad (película)
Amistad es una película dirigida por Steven Spielberg y estrenada en 1997, basada en la historia real de un grupo de esclavos africanos amotinados en su viaje desde Sierra Leona a Cuba, a bordo de la embarcación española La Amistad cerca de Puerto Rico en julio de 1839, siendo capturados poco después por un barco de la armada estadounidense. La película se extiende desde esa fecha hasta el año de 1841, cuando son declarados libres y se les da la opción de quedarse en Estados Unidos como ciudadanos libres o volver a su país. El largometraje incurre en algunas incorrecciones cronológicas, como el hecho de que Martin Van Buren ya no era presidente de los Estados Unidos cuando se produjo el fallo del Tribunal Supremo.
Se trata de la primera película de Spielberg dirigida para la productora DreamWorks. Recibió cuatro nominaciones a los premios Óscar. La banda sonora estuvo a cargo del compositor John Williams, habitual colaborador de Spielberg.

## Argumento
Un grupo de africanos mendé son capturados en la costa occidental africana y trasladados a Cuba para servir como esclavos en un barco portugués, el Tecora. Una vez en La Habana, son revendidos a dos negreros españoles que los embarcan en una goleta llamada La Amistad. En el camino, uno de los prisioneros, llamado Cinqué, logra liberarse y lidera una revuelta, matando a todos los tripulantes españoles, excepto a dos, a quienes obligan a llevarlos de vuelta a África. Estos acceden atemorizados, si bien todas las noches viran secretamente el rumbo hacia el norte. De esta forma poco a poco el barco se dirige hacia la costa este de los Estados Unidos y finalmente es interceptado por los guardacostas de este país. Los africanos son encarcelados y acusados del asesinato de los españoles. Durante el juicio se demuestra su transporte ilegal, pese a que los negreros españoles aportan documentación falsa tratando de demostrar que eran de origen cubano. La importancia de esta controversia radica en que ya entonces tratados internacionales y las propias leyes de Estados Unidos prohibían la trata internacional de esclavos, si bien se aceptaba esta en los territorios en que ya existiese. Para demostrar su verdadero origen, Cinqué relata ante el tribunal su rapto y las penalidades sufridas durante su secuestro y transporte a América junto al resto de esclavos. Su relato ante el tribunal de las torturas, los malos tratos y el hecho de que 50 africanos fueran arrojados al mar por falta de provisiones a bordo constituye la parte más dura de la película.
Todo ello da paso a una fuerte controversia acerca de su carácter de esclavos o de hombres libres, entre los gobiernos de España (regido en ese momento por la reina Isabel II, que contaba apenas once años de edad) y Estados Unidos. Sus defensores ante los tribunales argumentan que en el caso de que fueran considerados hombres libres les asistiría el derecho a la legítima defensa ante sus secuestradores y su juicio por asesinato sólo procedería en caso contrario.
En varias escenas se evidencia la división social del país ante la esclavitud y la existencia de importantes intereses económicos que la sustentaban. Las posturas esclavistas son defendidas en el largometraje por Arliss Howard, que interpreta al exvicepresidente John C. Calhoun, quien se queja del trato recibido por los estados del sur por parte del gobierno federal y llega a amenazar al presidente de los Estados Unidos con una guerra civil. La otra cara de la moneda la expresa el expresidente John Quincy Adams, interpretado por Anthony Hopkins, quien actúa como defensor de los acusados ante el superior tribunal. Paradójicamente, Adams y Calhoun habían servido anteriormente como presidente y vicepresidente, respectivamente, en un mismo mandato y ambos pertenecían al Partido Demócrata-Republicano.
Para los reos, en cambio, se trata de la lucha por un derecho básico de la humanidad, la libertad, que los lleva hasta la última instancia judicial, el Tribunal Supremo de los Estados Unidos.

## Reparto
| Actor                | Personaje                         |
| -------------------- | --------------------------------- |
| Morgan Freeman       | Theodore Joadson                  |
| Djimon Hounsou       | Sengbe Pieh/Joseph Cinqué         |
| Anthony Hopkins      | John Quincy Adams                 |
| Pedro Armendáriz Jr. | General Baldomero Espartero       |
| Nigel Hawthorne      | Martin Van Buren                  |
| David Paymer         | Secretario de Estado John Forsyth |
| Pete Postlethwaite   | William S. Holabird               |
| Stellan Skarsgård    | Lewis Tappan                      |
| Anna Paquin          | Isabel II de España               |
| Tomás Milián         | Ángel Calderón de la Barca        |
| Chiwetel Ejiofor     | Alférez James Covey               |
| Geno Silva           | José Ruiz                         |
| John Ortiz           | Pedro Montes                      |
| Darren E. Burrows    | Teniente Richard W. Meade         |
| Paul Guilfoyle       | Abogado                           |
| Peter Firth          | Capitán Fitzgerald                |
| Xander Berkeley      | Ledger Hammond                    |
| Jeremy Northam       | Juez Coglin                       |
| Arliss Howard        | John C. Calhoun                   |
| Austin Pendleton     | Profesor Josiah Willard Gibbs     |
| Matthew McConaughey  | Roger Sherman Baldwin             |

## Producción
Esta es la primera película que Spielberg dirigió para la productora DreamWorks.

## Recepción
Fue criticada mucho cuando fue estrenada. Aun así la producción cinematográfica recibió cuatro nominaciones a los premios Óscar.